# Marionna Schlatter
Marionna Schlatter-Schmid (14 novembre 1980) è una politica svizzera dei Verdi. Dal 2019 è membro del Consiglio nazionale per il Canton Zurigo.

## Biografia
Da maggio a novembre 2019 fu membro del Gran Consiglio del Canton Zurigo. 
Presentatasi alle elezioni federali del 2019, venne eletta Consigliera nazionale per il Canton Zurigo con 79 744 voti, ventesima tra i candidati eletti più votati del cantone. Alle elezioni federali del 2023 venne rieletta risultando la ventiseiesima più votata con 66 965 preferenze.
È presidente della sezione cantonale zurighese dei Verdi Svizzeri.